# 呂十一型潜水艦
呂十一型潜水艦（ろじゅういちがたせんすいかん）は、大日本帝国海軍の潜水艦の艦級。海中1型（かいちゅういちがた）とも。設計から建造まですべて日本海軍が行った初めての艦である。同型艦2隻。戦歴なし。

## 概要
ホランド型潜水艦輸入から始まった日本海軍の潜水艦は、各国の潜水艦の輸入と国内でのライセンス生産で技術の習得に努め、大正期に入りようやく独自設計できるまでになった。船殻はローブーフ型で使われた複殻型を採用し、他艦の運用実績を考慮して設計された。特に目新しい技術はなく、日本海軍で初めての潜水艦設計で、後に続く海中型系列の第1番艦であること以外に特記すべき点はない。
主機はズルツァー製ディーゼルを搭載し、速力18ノットを出した。ただこの主機は信頼性が低かったらしく、艦隊演習にも支障が出た。同時期にL1型潜水艦に搭載されたヴィッカース式ディーゼルの信頼性が高かったのとは対照的である。
1916年（大正5年）度計画により2隻建造、両艦とも1919年（大正8年）に竣工。計画番号S7。老朽化により1932年（昭和7年）に除籍。戦歴等は特にない。

## 同型艦
1924年（大正13年）11月1日に「呂号第～潜水艦」と改名。

### 呂11
- 呂号第十一潜水艦 ←第十九潜水艦から改名
  - 1919年（大正8年）7月31日竣工（呉）。1932年（昭和7年）4月1日除籍。

### 呂12
- 呂号第十二潜水艦 ←第二十潜水艦から改名
  - 1919年（大正8年）9月18日竣工（呉）。1932年（昭和7年）4月1日除籍。